# Fidel Corrales Jiménez
Fidel Corrales Jiménez (Pinar del Río, província de Pinar del Río, 7 de juliol de 1987), és un jugador d'escacs cubà, que té el títol de Gran Mestre. Corrales representa actualment els Estats Units.
A la llista d'Elo de la FIDE del setembre de 2020, hi tenia un Elo de 2532 punts, cosa que en feia el jugador número 31 (en actiu) dels Estats Units. El seu màxim Elo va ser de 2617 punts, a la llista de desembre de 2012.

## Resultats destacats en competició
L'any 2004, va guanyar els torneigs de Varadero i Holguín. L'any 2005, va guanyar el torneig d'Holguín. L'any 2006, va guanyar el torneig obert Memorial Capablanca empatat amb Walter Arencibia Rodríguez.
L'any 2007, va guanyar a Aguascalientes, empatat amb José González García i Manuel León Hoyos i a Manresa, empatat amb Marc Narciso i Dublan.
L'any 2008 va ser molt reeixit per a ell, va guanyar els torneigs de la Roda, empatat amb Karen Movsziszian i Alexis Cabrera, Dömsödzie, Barcelona, Harkány, Manresa, empatat amb Alexandr Fier, Raszad Babajew i Lázaro Bruzón, i a Barberà del Vallès, empatat amb Lázaro Bruzón. L'agost de 2008 fou campió de l'Obert de Figueres amb 7 punts i mig de 9. També fou subcampió de l'Obert de Barberà del Vallès, amb 7½ punts de 9, els mateixos el campió, el també cubà Lázaro Bruzón. També el 2008 participà en el Magistral d'escacs Ciutat de Barcelona, on fou cinquè, de deu participants (el campió fou el rus Aleksei Dréiev.
L'any 2009, va guanyar la medalla de plata al campionat d'Amèrica, jugat a São Paulo, i va guanyar el Memorial Guillermo García. Va participar en la Copa del Món d'escacs de 2009 a Khanti-Mansisk, on fou eliminat en primera ronda per Oleksandr Aresxenko (1½ - ½).
L'any 2011 va guanyar el torneig Torneig d'escacs Memorial Carlos Torre, disputat a Mèrida. També va participar en la Copa del Món d'escacs de 2011 a Khanti-Mansisk, on fou eliminat en primera ronda per Judit Polgar (2-0).